# فلسفه بودایی

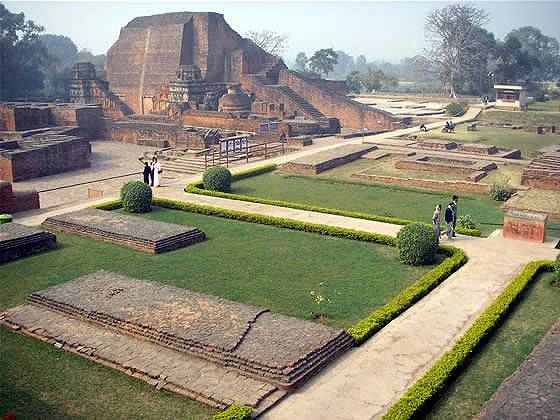
دانشگاه و صومعه بودایی نالاندا که از سده پنجم تا دوازدهم میلادی مرکز اصلی یادگیری در هند بود.

فلسفه بودایی به تحقیقات فلسفی و نظام‌های فکری اشاره دارد که در میان مکاتب مختلف بودایی در هند پس از پاری‌نیروانا (یعنی مرگِ منجر به نیروانا) بودا ایجاد شد و بعداً در سراسر آسیا گسترش یافت. طریقت بودایی بودایی ترکیبی از استدلال فلسفی و مراقبه است. سنت‌های بودایی مختلف راه‌های مختلفی برای رستگاری ارائه می‌دهند. بحث‌های آنها در هند و متعاقباً در آسیای شرقی مشتمل بر موضوعات مختلفی مانند پدیدارشناسی، اخلاق، هستی‌شناسی، معرفت‌شناسی، منطق و فلسفه زمان است.